# 管形钩口线虫
管形钩口线虫（学名：Ancylostoma tubaeforme）是一种钩虫，在世界范围内感染猫。感染可通过皮肤穿透、摄入受感染的宿主（如鸟类）或直接食用生物体而发生。管形钩口线虫和巴西钩口线虫是感染猫的两种最常见的钩虫，会导致贫血并损害免疫系统。

## 形态学
管形钩口线虫的身体长度在7到12毫米之间。

## 信号
管形钩口线虫感染可能导致皮肤炎、贫血、失重、和肺部病变。

## 生命周期
管形钩口线虫幼虫可通过口服或通过皮肤损伤感染宿主。
宿主摄入的幼虫通过食道进入胃部。从那里，它们钻入胃和十二指肠的内壁，并发育成成年形态。然后成年钩虫钻回胃内壁，将卵子释放到胃肠道中。
通过穿透皮肤感染宿主的幼虫首先通过肺部、气管向上和食道向下迁移到胃部。从那里，幼虫发育成成年钩虫，钻回胃壁，并将它们的卵子释放到胃肠道中。
潜伏期，即从感染到可以检测到幼虫的时间，为22至25天。

## 诊断
管形钩口线虫感染的诊断是通过常规粪便浮选来完成的。

## 治疗
感染通常用口服驱虫药（如芬苯达唑）或局部治疗（如塞拉菌素）治疗。